# Харрис, Милдред
Милдред Харрис (англ. Mildred Harris; 29 ноября 1901 — 20 июля 1944) — американская актриса немого кино, первая жена Чарли Чаплина.

## Биография

### Юные годы
Милдред Харрис родилась в Шайенне, штат Вайоминг, 29 ноября 1901 года. В кино дебютировала в 1912 году, будучи ещё ребёнком. В последующие годы была довольно востребована в кино, оставаясь одной из самых популярных детей-актёров 1910-х годов. В 15 лет она появилась в эпической драме Дэвида У. Гриффита «Нетерпимость», где сыграла одну из девушек в вавилонском гареме.

### Первый брак и скандалы
В октябре 1918 году Харрис вышла замуж за Чарли Чаплина, брак с которым стал довольно скандальным, из-за того что Милдред на тот момент было 16 лет, а Чаплину — 29. Во многом этому браку способствовало заявление Харрис о беременности, которая, как потом выяснилось, оказалась ложной. Всё же Милдред в 1919 году родила Чаплину сына, но тот умер через три дня после рождения.
Их брак продлился до 1921 года и закончился не менее скандальным, чем свадьба, разводом. В судебных разбирательствах бывшие супруги обвиняли друг друга во многих грехах — так Чаплин приписывал Милдред лесбийскую связь с актрисой Аллой Назимовой, а Харрис называла бывшего мужа сексуальным садистом. Во время бракоразводного процесса адвокаты актрисы пытались конфисковать в её пользу недавно отснятый Чаплином фильм «Малыш» и поэтому ему пришлось скрываться от них и закончить фильм в гостиничном номере в Солт-Лейк-Сити.
После развода знаменитый кинопродюсер Луис Б. Майер пригласил актрису в серию своих фильмов, где она появилась под именем Милдред Харрис-Чаплин. Из-за того что Майер добавил актрисе фамилию бывшего мужа, у него с Чаплиным произошла серьёзная ссора, завершившаяся дракой.
Также широко освещалась короткая связь актрисы с принцем Уэльским, который после был провозглашен королем, как Эдуард VIII, но, в итоге, не был коронован, так как отрекся от престола в пользу своего младшего брата Георга VI.

### Последующие годы
Вся эта гласность и скандалы принесли актрисе популярность, а также во многом помогли её карьере в кино. В конце 1920-х годов она много снималась в немых фильмах, где её коллегами по экрану были такие звёзды как Клара Боу и Дуглас Фэрбенкс. Тем не менее, появление звукового кино создало большую проблему для продолжения её дальнейшей карьеры. Некогда популярная актриса в один миг слетела на второстепенные роли и за последующие годы своей кинокарьеры появилась всего в нескольких фильмах. Актриса всё же не завершила свою карьеру, а переместилась в водевили и шоу-бурлеска.
Милдред ещё дважды была замужем, родив от второго мужа ребёнка. В последние годы жизни страдала алкоголизмом.
20 июля 1944 года Милдред Харрис неожиданно умерла от пневмонии в возрасте 42 лет. Она похоронена на кладбище «Hollywood Forever» в Голливуде. За свой вклад в киноиндустрию она удостоена звезды на Голливудской аллее славы.
В 1992 году в биографическом фильме «Чаплин» роль Милдред Харрис исполнила актриса Милла Йовович.